# 吴拱
吴拱（？—1176年），南宋初年将领，吴玠长子，德顺军陇干（今甘肃静宁）人。一说实为吴玠父吴扆与婢女的私生子，吴扆害怕妻子刘氏，于是让吴玠抚养吴拱为子。
早年随父从军。绍兴九年（1139年）六月，吴玠去世，吴拱在右护军从军，绍兴十一年（1141年）绍兴和议之前，吴拱为右武郎、泾原路兵马都监，后任右护军后部军官。绍兴十七年（1141年），右护军改为兴州御前诸军，吴拱为后部同统制、阶州、成州、西和州、凤州都钤辖兼成州知州。绍兴二十九年（1159年），吴拱升枢密院副都承旨，任利州西路驻札御前中军都统制、阶州、成州、西和州、凤州副都总管兼成州知州。
绍兴三十一（1161年）年三月，金国完颜亮准备侵宋，吴拱以利州西路御前中军都统制率军三千，东戍襄阳，改为襄阳知府。吴拱升任鄂州驻札御前诸军都统制，兼任湖北、京西制置使，与成闵（镇江府御前诸军都统制兼淮东制置使）、李显忠（建康府御前诸军都统制兼淮西制置使），并称为三大帅。十二月，金国水军进攻茨湖（今老河口市西北汉水南岸），吴拱部将史俊涉水登上金军船只杀敌，金船惊慌失措，宋军乘势进攻，金军败走。吴拱在忠义军配合下攻下邓州、汝州。绍兴三十二年（1162年）二月，吴拱进屯南阳，派部将协助赵樽固守新占的蔡州（今汝南）。金军大举围攻蔡州，吴拱派部将王宣率步骑1万3千援救，在确山大败金军，赵樽乘机撤出蔡州南归，王宣率部回襄阳。六月，以茨湖之战，命鄂州驻札御前诸军都统制、充湖北京西制置使、京西北路招讨使吴拱为安远军承宣使、主管侍卫步军司公事，与金人议和，故三招讨并除管军而结局。乾道五年（1167年），吴拱任利州路安抚使、兴元府知府、驻札御前诸军都统制。兴修水利，“尽修六堰，浚大小渠六十五里，凡溉南郑、褒城田二十三万三千亩有奇。诏奖谕拱”。后领武康军节度使。淳熙二年（1175年）免职授宫观闲差，次年出任侍卫马军都指挥使，不久去世，谥号襄烈。 
　 